# Camors
Camors (in bretone: Kamorzh) è un comune francese di 2 851 abitanti situato nel dipartimento del Morbihan nella regione della Bretagna.

## Società

### Evoluzione demografica
Abitanti censiti